# جايسون ماكجيل
جايسون ماكجيل (بالإنجليزية: Jason McGill)‏ هو شخصية أعمال ولاعب كرة قدم بريطاني، ولد في  أبريل 1966.